# Немировская, Елена Михайловна
Елена Михайловна Немировская (род. 17 ноября 1939, Москва) — российский общественный деятель и историк искусства. Сооснователь и директор Московской школы политических исследований. Кандидат философских наук.

## Биография и карьера
Отец — инженер-строитель, мать — экономист. В 1962 году окончила архитектурный факультет Московского инженерно-строительного института. После окончания института в течение нескольких лет работала инженером в Институте «Проектстальконструкция». Затем работала в Доме дружбы с народами зарубежных стран. 
Училась в аспирантуре Института истории искусств АН СССР, затем работала в нем (1973—1979). В 1972 году получила учёную степень кандидата философских наук, защитив в Институте философии АН СССР диссертацию на тему «Семантическая концепция искусства (к критическому анализу семантической философии искусства С.К. Лангер)». 
С 1979 по 1990 год была сотрудником Информационного центра по проблемам культуры и искусства Государственной библиотеки СССР им. В. И. Ленина, где работала вместе с Даниилом Дондуреем и занималась реферированием изданий по теории и истории искусства. В 1992 году вместе с мужем, философом Юрием Сенокосовым, основала Московскую школу политических исследований, независимую общественную организацию, в настоящее время — её директор. Через семинары Школы прошло более 10 тысяч человек, составляющих кадры для политической и деловой элиты страны.
Является автором более 100 публикаций по истории культуры.
Член попечительского совета Творческого центра Юнеско, правления Левада-Центра, Попечительского совета Фонда Михаила Прохорова.

## Награды
- Медаль Совета Европы (2002)
- Орден Британской Империи (2003,  Архивная копия от 26 марта 2012 на Wayback Machine)
- Международная премия Фонда Хиросимы во имя мира и культуры (2006, )
- Национальный орден Франции «За заслуги» (2009,  Архивная копия от 8 марта 2013 на Wayback Machine)
- Почётный знак МИД Польши «Bene Merito» (2010)[6]
- Премия Егора Гайдара, присуждаемая Фондом Егора Гайдара, «за действия, способствующие формированию гражданского общества» (2013)[7].
- Кавалерский крест Ордена заслуг перед Республикой Польша[8] (2014).
- Премия имени Фридриха Йозефа Хааза за российско-германское взаимопонимание (2014)[9].
- Премия Московской Хельсинкской группы в области защиты прав человека в номинации «За вклад в правозащитное образование и развитие традиций защиты прав человека среди молодежи» (2023)[10][11].